# Kościół pw. Matki Bożej Królowej Polski w Śmiechowie
Kościół Matki Bożej Królowej Polski w Śmiechowie – gotycko–romański kościół parafialny we wsi Śmiechowo w województwie zachodniopomorskim, w powiecie koszalińskim, gminie Będzino. 
Ten artykuł jest efektem integracji z innym artykułem Wikipedii. Zawarta tu treść pochodzi częściowo z artykułu Parafia Matki Bożej Królowej Polski w Śmiechowie. Zobacz pełną listę autorów tego artykułu. 
Treści pochodzące z  Wikipedii są oparte na licencji Creative Commons 4.0 – Uznanie Autorstwa – Na tych samych warunkach. Kopiując je lub tłumacząc, należy podać ich autorów i udostępnić na tych samych warunkach.

## Historia
Kościół parafialny został zbudowany na przełomie XIII i XIV wieku, poświęcony 6 listopada 1946 roku. Kościół był dwukrotnie przebudowywany (niektóre źródła podają nawet, że trzykrotnie). 

## Architektura
Kościół jest orientowany (postawiony zgodnie ze stronami świata, czyli prezbiterium jest zwrócone w kierunku wschodnim), wieżowy, otoczony kolistym planem cmentarza. Ulokowany został na niewielkim wzniesieniu w zachodniej części miejscowości. Zbudowany jest w stylu gotycko-romańskim z użyciem kamienia oraz cegły. W XV wieku dobudowano do niego wieżę. Wewnątrz jest polichromowany strop z 1691 roku. Obiekt zapisany w rejestrze obiektów zabytkowych - nr rej. 75 z 23.05.1955 r.
Kościół jest obowiązkowym elementem do zaliczenia, aby uzyskać odznakę krajoznawczą PTTK Szlakiem kościołów gotyckich powiatu koszalińskiego i kołobrzeskiego. 